# Baszta Słomiana

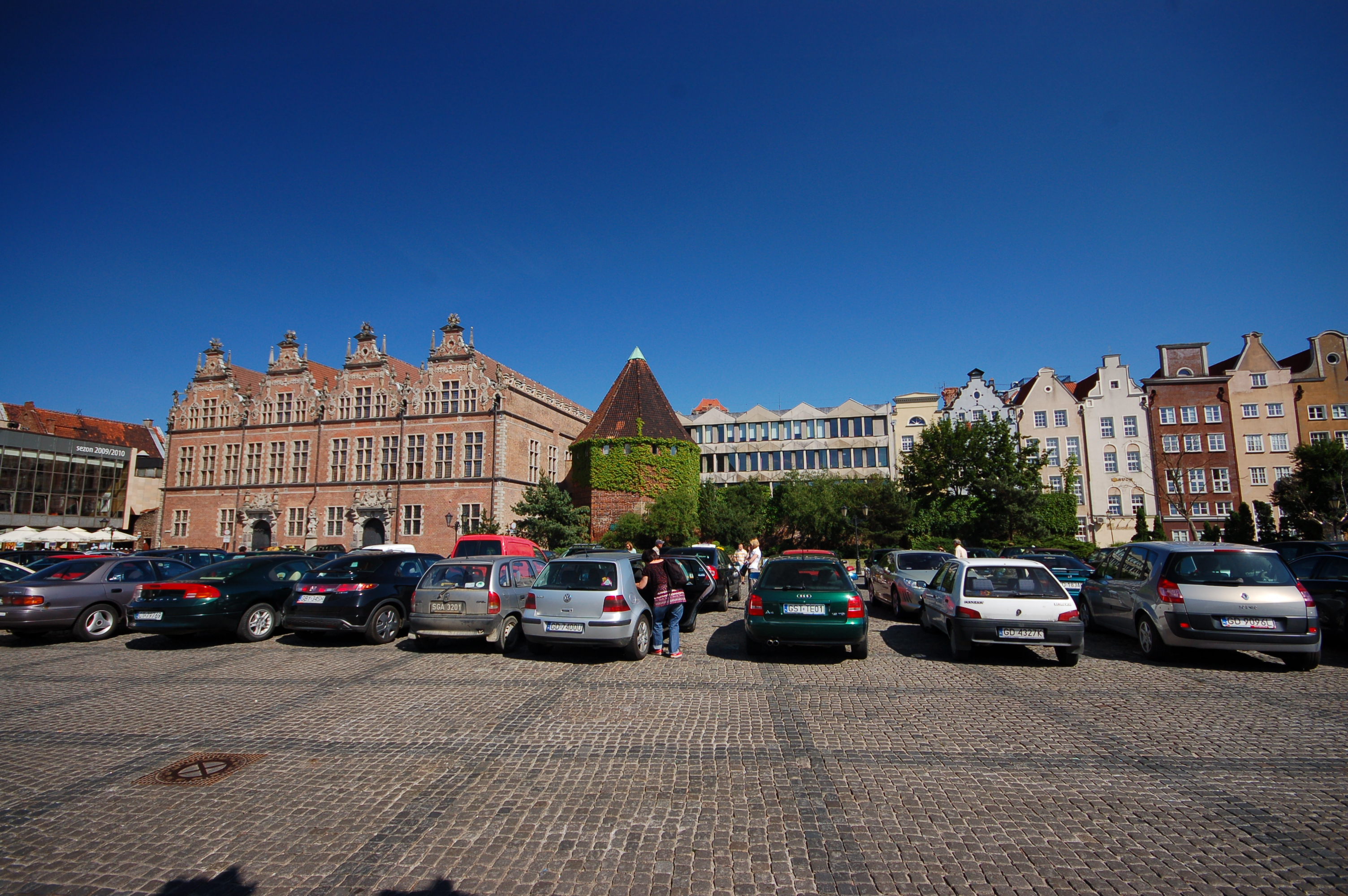
Wschodnia pierzeja Targu Węglowego (po lewej Wielka Zbrojownia, w środku Baszta Słomiana), 2010

Baszta Słomiana (niem. Strohturm) – zabytkowa, ośmioboczna baszta warowna na Głównym Mieście w Gdańsku.

## Historia
Baszta została wzniesiona z cegły w drugiej połowie XIV wieku, w celu dodatkowej ochrony flankującej ówczesnych zachodnich obwarowań średniowiecznego Gdańska. Nazwę zawdzięcza być może pierwotnemu pokryciu dachu strzechą, która później została wymieniona na dachówkę. Obecny kształt baszta uzyskała w pierwszej połowie XV wieku. Jest przykryta charakterystycznym stożkowatym dachem namiotowym. Grubość murów w dolnej części baszty dochodzi do 4 metrów. W najniższej kondygnacji wieży znajduje się magazyn wskazujący na pierwotne wykorzystanie baszty jako reduty przystosowanej do długiej i samodzielnej obrony. W późniejszych latach baszta spełniała również funkcje wieży prochowej. W 1945 roku uległy zniszczeniu górne części murów i dach, w 1950 roku zostały odbudowane.
Baszta Słomiana sąsiaduje bezpośrednio z Wielką Zbrojownią. Obecnie w baszcie znajdują się sale Akademii Sztuk Pięknych.

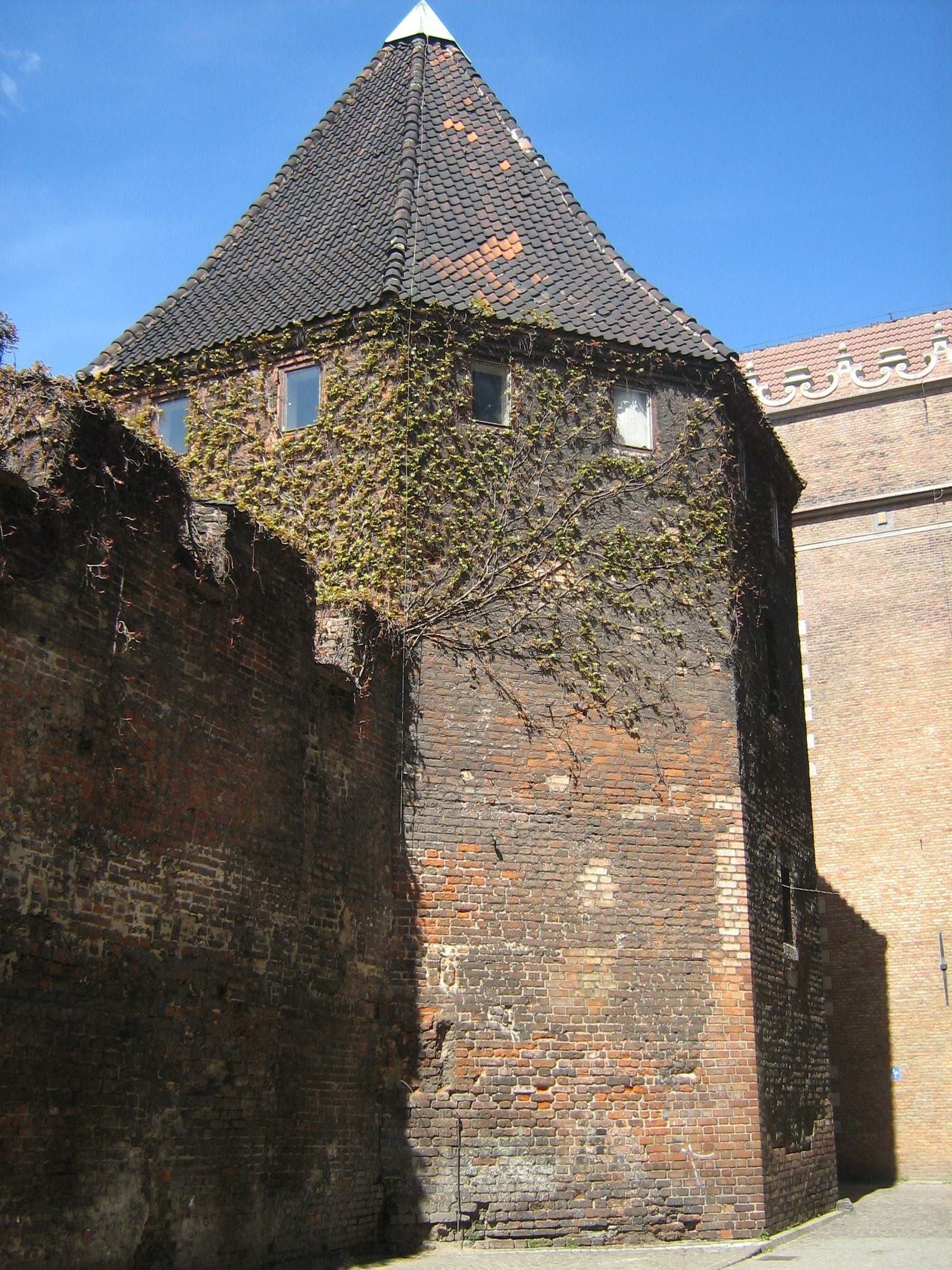
Od strony ulicy Wełniarskiej
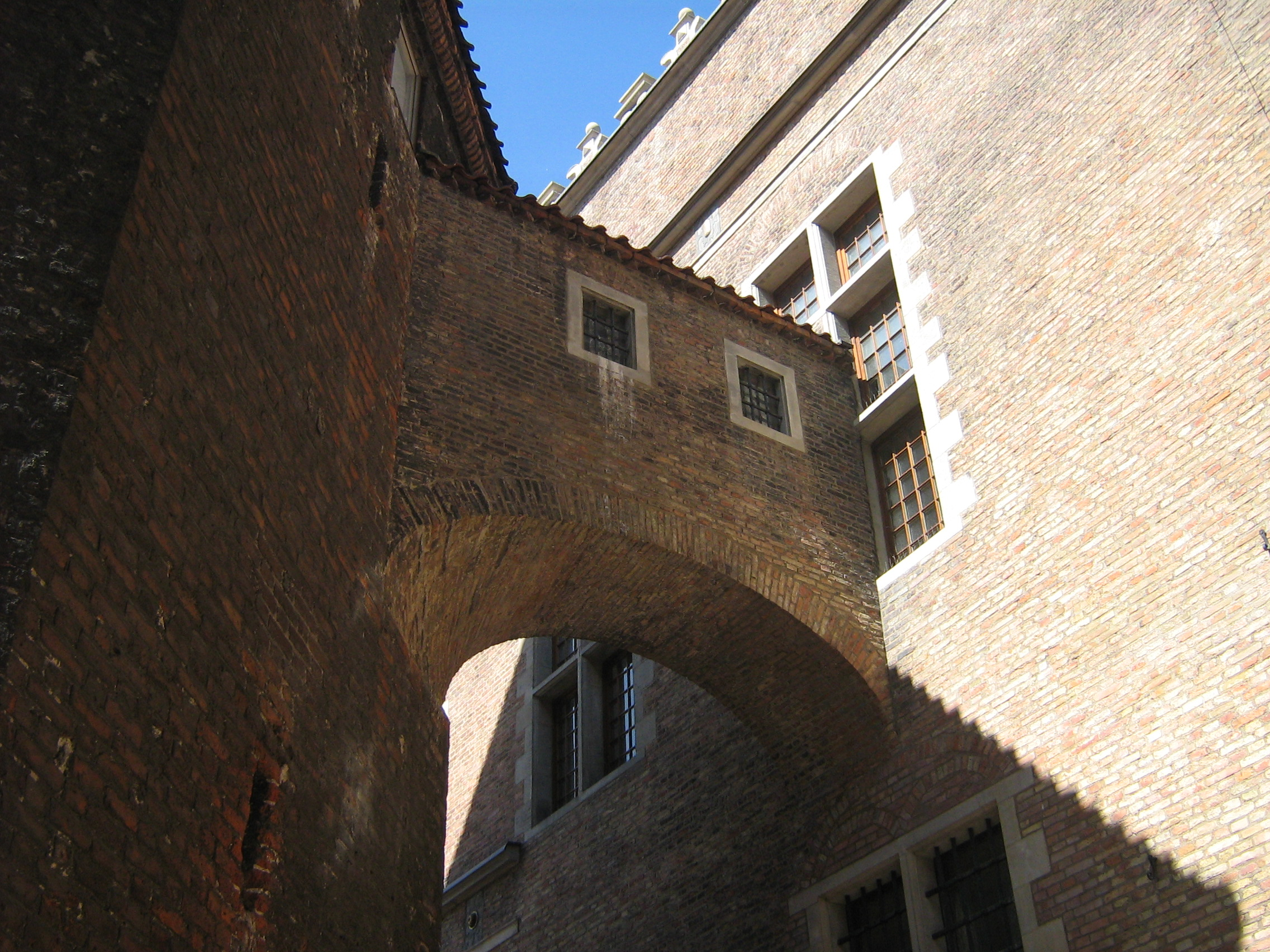
Galeryjka łącząca Basztę Słomianą z Wielką Zbrojownią
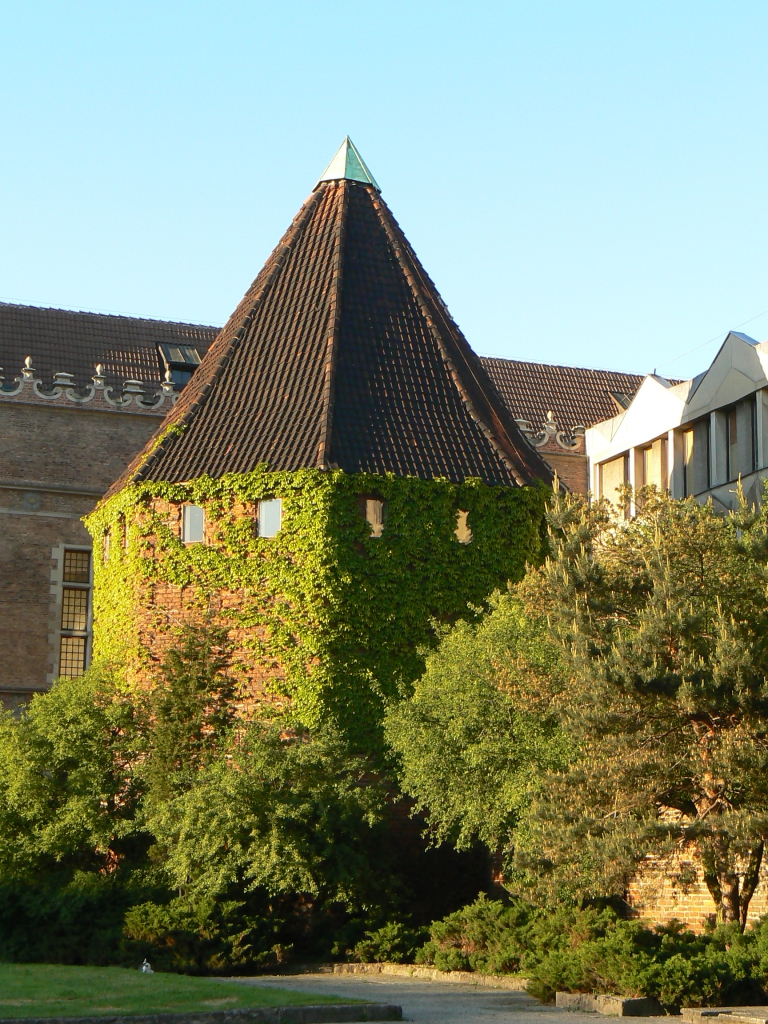
Od strony Targu Węglowego w 2010